# Laxön
Laxön är en ö i Dalälven vid Älvkarleby. 

## Laxödetachementet
På Laxön mitt i Älvkarlebyfallen ligger en kulturhistoriskt intressant före detta militärförläggning som från 1880 användes som lägerplats för Svea ingenjörregemente, från 1885 periodvis även av Göta ingenjörregemente vid den utbildning i byggande av förbindelse över strömmande vatten som truppslaget från 1880 bedrev på övningsplatsen Sand, två km nedströms fallen. Den militära verksamheten på Laxön upphörde 1985.
Staten äger sedan länge området, sedan 1985 genom Vattenfall. Laxön används till vandrarhem, småhantverkare, restaurangverksamhet och butiker. 

## Bilder

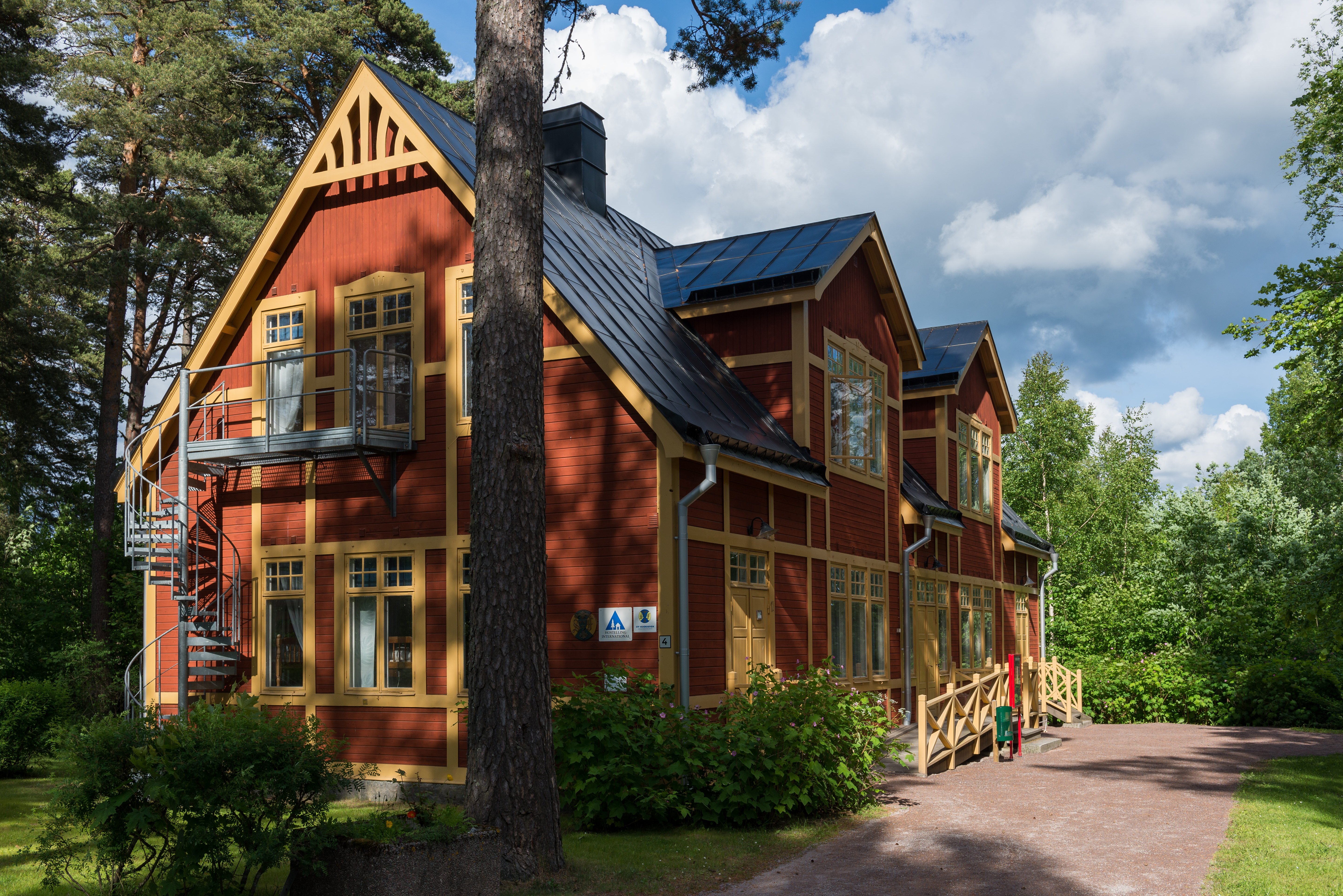
Vandrarhem i en av de gamla militärbyggnaderna
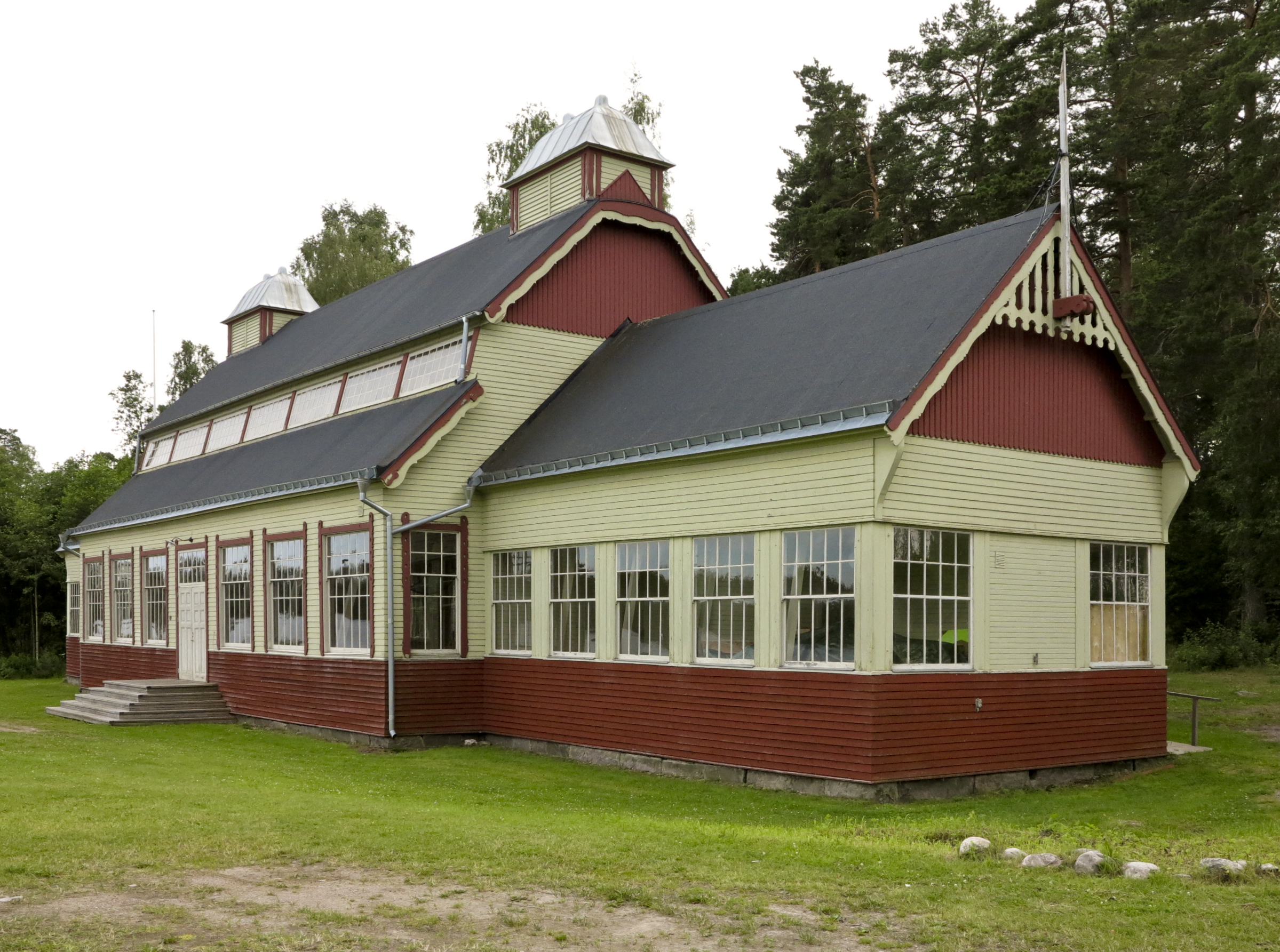
Stora Hallen
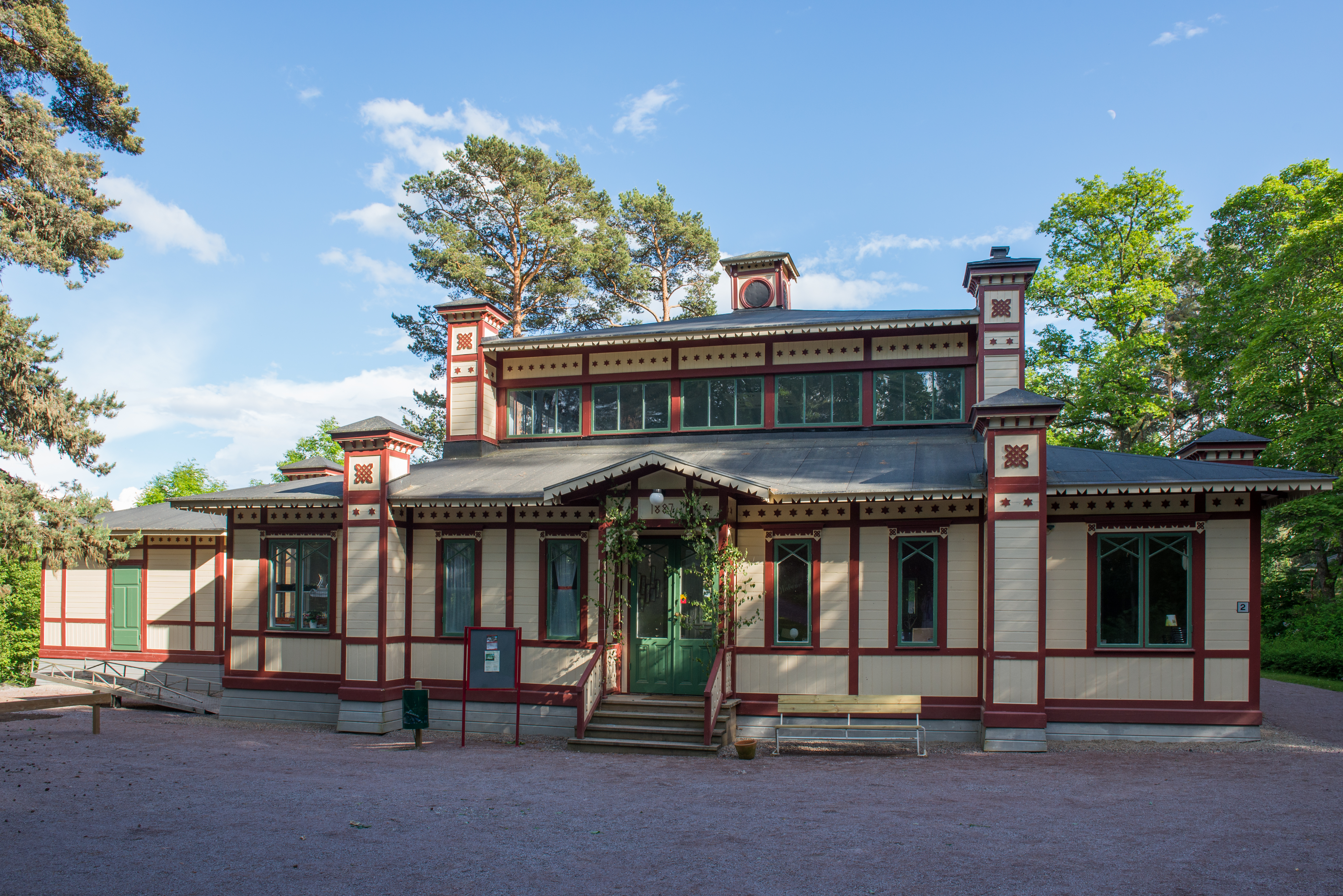
Officersmässen
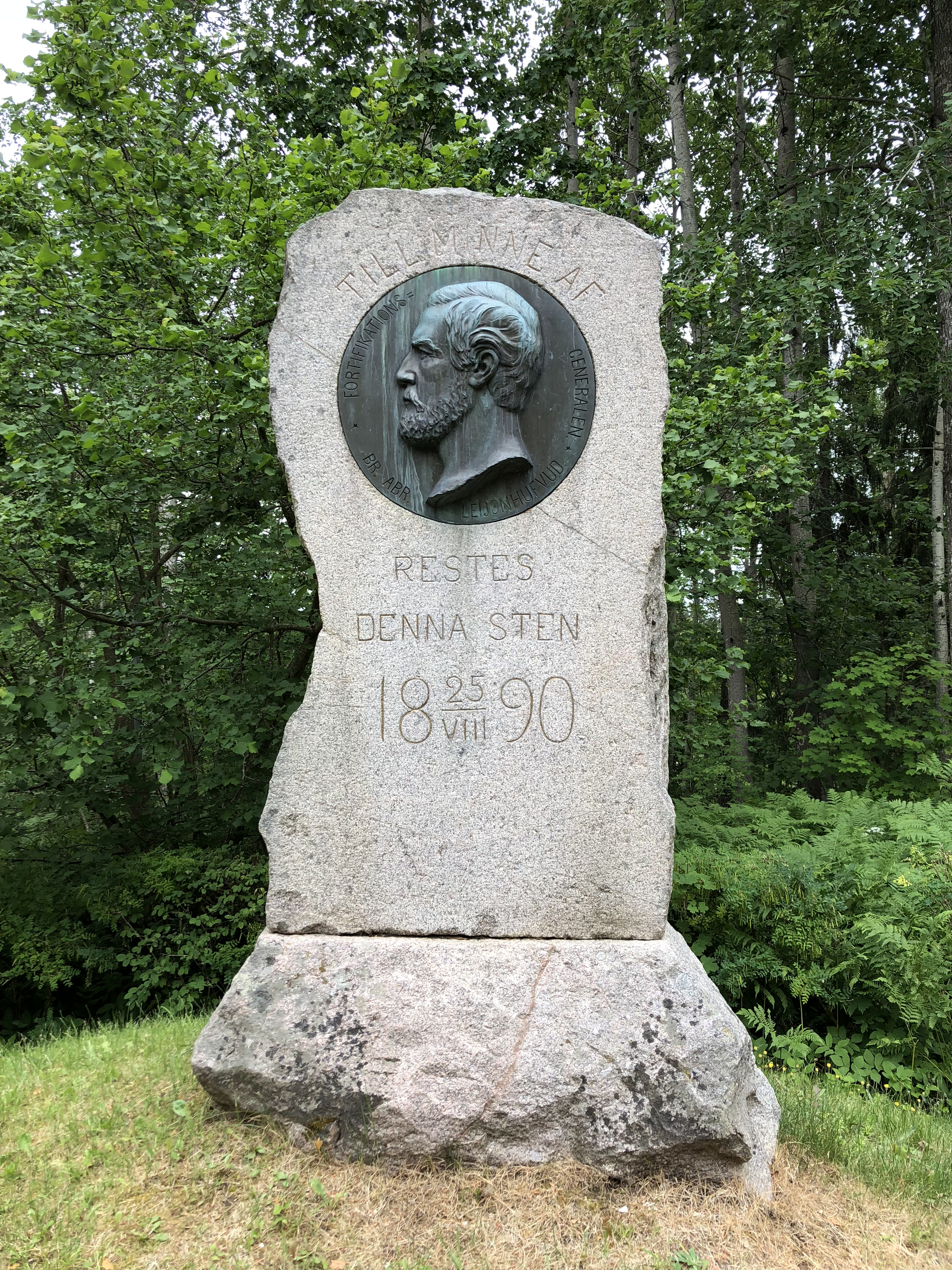
Minnessten rest den 25 augusti 1890 över Abraham Leijonhufvud